# Kodeks ISM
Kodeks ISM (ang. International Safety Management code – Międzynarodowy kodeks zarządzania bezpieczną eksploatacją statków i zapobieganiem zanieczyszczaniu lub międzynarodowy kodeks zarządzania bezpieczeństwem) — uchwalony przez IMO Rezolucją A741(18), zaczął obowiązywać z chwilą wejścia w życie 1 lipca 1998 rozdziału IX Konwencji SOLAS dotyczącego zarządzania bezpieczną eksploatacją statków. 
Kodeks ISM przedstawia międzynarodową normę dotyczącą bezpiecznego zarządzania i eksploatacji statków oraz zapobiegania zanieczyszczaniu.
Zastosowanie Kodeksu ISM powinno wspierać i motywować rozwój kultury bezpieczeństwa w żegludze.
Celem Kodeksu ISM jest zapewnienie bezpieczeństwa na morzu, zapobieganie nieszczęśliwym wypadkom lub utracie życia oraz unikanie niszczenia środowiska morskiego i mienia.
Regulacje Kodeksu ISM weszły do polskiego prawa podatkowego, dokument zgodności zgody z nim jest podstawowym warunkiem wyboru przez podatników zasad opodatkowania PIT - podatku tonażowego.